# Perdón (canción de Ana Victoria)
«Perdón» es una canción grabada e interpretada por la cantante y compositora mexicana-estadounidense Ana Victoria. La canción fue escrita y producida por ella misma junto a DJ Meme y su padre el cantautor Diego Verdaguer. Fue lanzada por su discográfica DIAM Music el 22 de marzo de 2013 como tercer y último sencillo de su segundo álbum de estudio AV.

## Video musical
El video musical oficial fue lanzado hasta el 30 de marzo de 2013 en la plataforma digital YouTube de su canal oficial. El videoclip ha recibido casi de 45 millones de vistas desde su publicación.

## Lista de canciones

### Descarga digital[4]
| Perdón — Single |          |          |  |
| N.º             | Título   | Duración |  |
| 1.              | «Perdón» | 3:57     |  |